# مونتزوما کریک (یوتا)
مونتزوما کریک (به انگلیسی: Montezuma Creek) یک منطقهٔ مسکونی در ایالات متحده آمریکا است که در شهرستان سن‌خوآن، یوتا واقع شده‌است. مونتزوما کریک ۳۲٫۴ کیلومتر مربع مساحت و ۵۰۷ نفر جمعیت دارد و ۱٬۳۴۸ متر بالاتر از سطح دریا واقع شده‌است.